# Кроніт Альберт Вікторович
Кроніт Альберт Вікторович (11.08.1925 — 14.09.1983) — радянський офіцер, учасник Радянсько-німецької війни, наводчик ПТР 2-го батальйону 241-го гвардійського стрілецького полку 75-ї гвардійської стрілецької дивізії 30-го стрілецького корпусу 60-ї Армії Центрального фронту, Герой Радянського Союзу (17.10.1943), гвардії молодший сержант, пізніше — гвардії старший лейтенант.

## Біографія
Народився 11 серпня 1925 року в м. Семипалатинськ, Казахстан. Закінчив неполну середню школу. Жив в с. Камала Рибинського району, Красноярський край.
До Червоної Армії призваний у 1943 році. З серпня 1943 року — наводчик ПТР 2-го батальйону 241-го гвардійського стрілецького полку 75-ї гвардійської стрілецької дивізії.
А. В. Кроніт особливо відзначився при форсуванні річки Дніпро північніше Києва восени 1943 року, у боях при захопленні та утриманні плацдарму на правому березі Дніпра в районі сіл Глібівка та Ясногородка (Вишгородський район Київської області). Командир 241-го гвардійського стрілецького полку гвардії підполковник Бударін М. П. в наградному листі написав, що 24.09.1943 року Кроніт в числі перших форсував ріку Дніпро, переправивши на плоту, зробленому з підручних матеріалів, протитанкову рушницю і патрони, переніс їх на собі, переходячи вбрід русло старого Дніпра, і разом із піхотов вступив в бій з противником. Особисто підбив два середні танки. Коли вибухом міни була підбита ПТР, а сам він поранений, Кроніт не покинув поля бою, зумів захопити трофейний кулемет і продовжував бій. За 24 і 25.09.1943 року вогнем кулемету відбив 13 атак противника, а коли вийшли набої, бився у рукопашну, знищивши 9 німців.
Указом Президії Верховної Ради СРСР від 17 жовтня 1943 року за мужність і героїзм проявлені при форсуванні Дніпра і утриманні плацдарму гвардії молодшому сержанту Кроніту Альберту Вікторовичу присвоєне звання Героя Радянського Союзу з врученням ордена Леніна і медалі «Золота Зірка».
Був направлений на навчання до військово-морського авіаційного училища (можливо до Військово-морського авіаційно-технічного училища ім. Молотова, що розташовувалося у м. Перм). По закінченню служив на Балтийському і Північному флотах. З 1949 року старший лейтенант Кроніт А. В. у запасі.
Жив і працював у м. Перм. Помер 14 вересня 1983 року. Похований на Південному кладовищі м. Перм.

## Нагороди
- медаль «Золота Зірка» № 1559 Героя Радянського Союзу (17 жовтня 1943)
- Орден Леніна
- Орден Вітчизняної війни 2 ступеня
- Медалі

## Пам'ять
- Ім'ям Героя названа одна з вулиць м. Перм.